# Paul Baudisch
Paul Baudisch, född 19 juni 1899 i Österrike, död 11 juni 1977 i Stockholm, var en svensk manusförfattare.
Paul Baudisch kom till Sverige som flykting under andra världskriget. Han skrev tillsammans med österrikaren Adolf Schütz under åren 1941–1959 25 filmmanus, mestadels farser och lustspel, under olika pseudonymer som Per Schytte, Georg Martens, Adolf Paul och Nils Jensen. Paul Baudisch medverkade i en enda filmroll i filmen Dansa min docka 1953.

## Manus i urval
- 1959 – Bara en kypare
- 1958 – Flottans överman
- 1957 – 91:an Karlsson slår knock out
- 1956 – 7 vackra flickor
- 1956 – Kulla-Gulla
- 1955 – Ljuset från Lund
- 1954 – Flottans glada gossar
- 1954 – Östermans testamente
- 1953 – Dansa min docka
- 1953 – Dumbom
- 1952 – Flyg-Bom
- 1951 – Tull-Bom
- 1949 – Pappa Bom
- 1949 – Svenske ryttaren
- 1949 – Greven från gränden
- 1948 – Soldat Bom
- 1946 – Eviga länkar
- 1945 – En förtjusande fröken
- 1945 – Svarta rosor
- 1944 – Den heliga lögnen
- 1941 – I natt – eller aldrig